# Красовська Станіслава Вадимівна
Станіслава Вадимівна Красовська (11 листопада 1989) — українська акторка театру, кіно та дубляжу.

## Біографія
Народилася 11 листопада 1989 року у Києві. Диплом про середню освіту отримала у 2006 році у школі № 96. Закінчила також київську музичну школу № 8, де навчалася у театральному класі.
Після школи вступила на факультет журналістики до Київського університету. Однак потім колишній шкільний друг покликав її спробувати свої сили у театральному, куди Красовська вступила з першого разу. 2012 року закінчила Київський національний університет театру, кіно та телебачення ім. Карпенка-Карого, майстерня Ю. Висоцького.
Далі стала акторкою Українського малого драматичного театру.
З 2011 року почала зніматися у кіно. Широка популярність прийшла у 2018 році після ролі психологині-криміналістки Лідії у кримінальному детективі «Опер за викликом».
У 2021 році одружилася. 

## Фільмографія
| Рік         | Назва картини                      | Роль                                                                |
| ----------- | ---------------------------------- | ------------------------------------------------------------------- |
| 2011        | Щоденники темного                  |                                                                     |
| 2013 — 2016 | Як гартувався стайл                | Марго, дружина Євгена Яновича                                       |
| 2013 — 2014 | Сашка                              | Катя                                                                |
| 2013 - 2014 | Бар «Дак»                          |                                                                     |
| 2013        | Жіночий лікар-2                    | Катя Реброва, нова медсестра                                        |
| 2015        | Відділ 44                          | Ганна, помічниця                                                    |
| 2016        | Поганий хороший коп                | Пилипчук                                                            |
| 2016        | На лінії життя                     | Тамара Глушко, медсестра                                            |
| 2016        | Команда                            | Тамара                                                              |
| 2017        | Сторожова застава                  | Росанка                                                             |
| 2017        | Підкидьки-2                        | Саша, юристка                                                       |
| 2017        | Невиправні                         | Поліна                                                              |
| 2017        | Ментовські війни. Одеса            | Іра, співробітниця вбивчого відділу                                 |
| 2017        | Лінія світла                       | Настя                                                               |
| 2018 – 2019 | Дочки-матері                       | Марина                                                              |
| 2018        | Опер за викликом                   | Лідія, психологиня-криміналістка                                    |
| 2018        | Чаклунки                           | Ніка, підприємиця                                                   |
| 2018        | Дружина з того світла              |                                                                     |
| 2019        | Кріпосна                           | Галина                                                              |
| 2019        | Захоплення                         | Вікторія Захарова (Астра)                                           |
| 2019        | Місто закоханих                    | Марія                                                               |
| 2020        | Сім’я на рік                       | Тоня                                                                |
| 2020        | Спадкоємці                         |                                                                     |
| 2021        | Олена та капітан                   | Зінаїда Гусєва                                                      |
| 2024        | Будинок «Слово»: Нескінчений роман | Наталія Ужвій, дружина Михайль Семенка та акторка театру "Березіль" |
| 2025        | раша гудбай                        |                                                                     |